# Francesco Zucchetti
Francesco Zucchetti (* 14. April 1902 in Cernusco sul Naviglio; † 8. Februar 1980 in Trichiana) war ein italienischer Radrennfahrer und Olympiasieger im Radsport.

## Sportliche Laufbahn
Zucchetti begann erst 1922 mit dem Radsport. Er war Teilnehmer der Olympischen Sommerspiele 1924 in Paris und gewann mit dem italienischen Vierer die Goldmedaille in der Mannschaftsverfolgung gemeinsam mit Alfredo Dinale, Angelo De Martini und Aurelio Menegazzi. 1924 gewann er auch die Rennen um den Großen Preis von Warschau, den Grand Prix de Marseille und den Bol d'Or von Köln. 1926 siegte er in der nationalen Meisterschaft im Sprint der Amateure, nachdem er im Jahr zuvor bereits Vize-Meister geworden war. Von 1927 bis 1930 war er als Berufsfahrer aktiv.